# Инари (богиња)
Инари (Инари Оками 稲荷大神, Оинари) је јапанска богиња (ками) лисица, плодности, пиринча, чаја, сакеа, пољопривреде и индустрије, општег просперитета и успеха, и једна од главних камија шинтоизма. У старом Јапану, Инари је такође била заштитница ковача и трговаца. Представљена је и као мушко и женско или андрогено, понекад виђена као скуп од 3 или 5 различитих камија. Верује се да је обожавање Инари почело око 711. док неки научници тврде да је почело у касном 5. веку.
До 16. века Инари је постала заштитница ковача и ратника и обожавање се ширило Јапаном у Едо периоду. Инари је популарна личност како у шинтоизму тако и у будизму. Више од једне трећине (32,000) шинтоистичких храмова су посвећени Инари. Савремене компаније, као компанија козметике Шисеидо, наставили су да поштују Инари као ками заштитника, са светилиштима на врху свог корпоративног седишта.
Инарине лисице, или кицуне, су чисто беле и имају улогу њених гласника.

## Приказ
Инари је приказана и као мушко и као женско. Најпопуларније приказивање Инари, према научнику Карен Ан Смајерс су: млада девојка, богиња хране, као старац који носи пиринач, и као андрогена бодисатва. Нема један приказ који је заиста тачан, род и изглед зависи од локалних традиција и индивидуалних веровања. Због своје блиске везе са кицуне, често се веровало да је била лисица; иако се веровање раширило, и шинтоистички и будистички свештеници се не слажу са тим. Инари се такође приказивала у облику змије или змаја, и у једној народној причи се приказује као човек у облику чудовишног паука.
Инари је понекад идендтификована са другим митолошким бићима. Неки научници сугеришу да је Инари лик познат у класничној јапанској митологији као Уканомитама или из Кођикија Укемоћи; други предлажу да је исти лик као Тојоуке.
Инарин женски приказ је често идентификован или уклопљен са Дакинитен, будистичко божанствно које је јапанска верзија индијског дакини, или са Бензаитен једна од седам богова среће. Дакинитен је приказана као женска или андрогена бодисатва како јаше белу летећу лисицу. Инарина повезаност са будизмом је можда почела у 8. веку, када је шингон будистички монах и оснивач, Кукаи, преузео управу храма Тођи, и изабрао Инари као заштитницу храма. Тако је Инари још увек блиско повезана са шингон будизмом до дан данас.
Инари се често поштује као скуп три божанстава (Инари санза); од Камакура периода, овај број се некад повећавао на пет (Инари гонза). Међутим, идентификације ових камија су временом варирале. Према записима из Фушими Инари храма, најстаријег и вероватно најугледнијег Инари храма, ова божанства су била Изанаги, Изанами, Ниниги и Вакумусуби, уз додатак божанства хране. Пет камија који данас представљају Инари у Фушими Инари храму су Уканомитама, Сарутахико, Омијаноме, Танака и Ши. Међутим, у другом најстаријем храму Такекома Инари, три божанства су Уканомитама, Укемоћи и Вакумусуби. Према Ниђуни шаки, три камија су Омијаме но микото (вода), Уканомитама но микото (житарица) и Сарутахико но миками (земља).
Лисица и драгуљ који испуњава жеље су истакнути симболи Инари. Други чести елементи који приказују Инари и њене лисице су срп, сноп или врећа пиринча и мач. Још једна ствар је био бич, иако се ретко користио, било је моћно оружје које је служило за паљење пиринчаних поља људи.

## Историја
Порекло обожавања Инари није много познато. Прво забележено коришћење канђија за њено име, који значе "носити пиринач" (буквално "пиринач товар") било је у Руиђу Кокуши, 892. године. Други сет кађија са истим фонетским читањима, где је већина садржила референцу пиринча, раније су се користили, и већина научника се сложила да је име Инари изведено од ине-нари (растући пиринач) (稲成り). Познато је да је обожавање Инари постојало од 711. године, што је званични датум оснивања храма на планини Инари у Фушими, Кјото. Научници као што је Казуо Хиго верују да је обожавање почело вековима раније; предлажу да је Хата клан почео формално обожавање Инари као камија пољопривреде у касном 5. веку. Име Инари се не појављује у класичној јапанском митологији.
До Хејан периода, обожавање Инари је почело да се шири. 823. године, након што је цар Сага представио храм То-ђи Кукаиу, оснивачу шингон будистичке секте, означио је Инари као ками заштитника свог становништва. 827. године, двор је подарио Инари нижи пети ранг, што је додатно повећавало популарност божанства у главном граду. Инарин ранг се накнадно повећао, и до 942. године, цар Сузаку је подарио Инари највиши ранг као захвалност за превазилажење побуна. У данашње време, Фушими Инари-таиша храм је био међу 22 изабраних храмова од стране двора да добије царско покровитељство, веома висока част.
Инарина популарност је наставила да расте. Фушими храм, већ познато ходочашће, стекао је велику славу када је постао царско ходочашће 1072. године.
Године 1468, током Онин рата, цео Фушими комплекс храма је изгорео. Поновна градња је трајала око 30 година; нова грађевина је освештена 1499. године. Док је стари комплекс имао светилишта за три камија у различитим зградама, нови је имао за пет камија у једној згради. Нови храм такође по први пут саджи зграду будистичког храма, и наследно свештенство је проширено да саджи и Када клан.
Током Едо периода, обожавање Инари је било распрострањено широм Јапана; посебно истакнуто у Еду. Смајерс ову распрострањеност приписује ставу даимјоа (феудалних господара). Инари је до 16. века постала заштитница ковача и ратника, због тог разлога, многи дворови у Јапану су имали Инари храмове, и даимјои су преузели њихова веровања у њиховог ками заштитника. Инарина божанска улога је наставила да се шири; на обалама је постала заштитница риболоваца; у Еду је спречавала пожаре. Постала је и заштитница глумаца и проститутки, пошто су храмови често били близу четврти за забаву где су они обитавали. Почели су да је прослављају као божанство среће и просперитета; у Осаки има изрека Бјо Кобо, јоку Инари (за болест [се моли] Кобо, за чежње [се моли] Инари). Почело је и да се Инари моли за добро здравље; приписујој се да лечи кашаљ, зубобољу, сломљене кости и сифилис. Жене су се молиле Инари да јој подари децу.
У периоду Токугава, када је новац заменио пиринач као меру богатсва, Инарина ками улога просперитета се проширила да обухвата све аспекте финансије, бизниса и индустрије. Почетком 18. века, следбеници Инари у Гинзи направили су кованице намењене за даривање Инари, са сликама две лисице и драгуљем или идеограмима за дуг живот и добра срећа.

## Светилишта и даривање
Инари је популарно божантсво са светилиштима и храмовима широм Јапана. Према анкети из 1985. године од стране Националног удружења шинтоистичких храмова, 32.000 односно више од једне трећине шинтоистичких светилишта су широм Јапана, посвећени су Инари. Овај број обухвата само светилишта која имају сталног свештеника; ако би се укључила и мала светилишта покрај путева, поља, кућна светилишта или канцеларијска, мања светилишта без сталног свештеника, број би се знатно повећао.
Улаз у Инари храм је обично означен црвеном тори капијом и статуама лисица, које су често украшене са црвеним јодарекаке (портикле) од стране следбеника, из поштовања. Црвена боја се поистовећује са Инари, због честе употребе међу Инари храмова и њихових торија. Главни храм је Фушими Инари храм у Фушими, Кјото, где је стаза до храма украшена торијима. Статуе лисица обично долазе у пару, представљајући мужијака и женку. Ове статуе држе симболични предмет у устима или испод предње шапе, најчешће драгуљ и кључ, често и сноп пиринча, свитак, или младунче лисице. Скоро свако Инари светилиште, без обзира колико мало, имаће бар један пар ових статуа.
За даривање се обично дају пиринач, саке или друга храна да би задовољили ове лисице гласнике, од којих се онда очекује да ће се молити са Инари на страну верника. Инаризуши, јапански суши спакован у пржени тофу је такође популарно даривање. Верује се да је пржени тофу омиљено јело јапанских лисица. У једно време, храмови су били станишта правим лисицама, које су биле веома поштоване, али данас тога нема.

## Фестивали
Традиционални Инарин фестивал се одржавао првог дана коња (6. дан) другог месеца лунарног календара.
У неким деловима Кјушуа, фестивал периода молитве почиње пет дана пре пуног месеца у новембру; понекад се продужи на целу недељу. Ово је праћено доношењем дарова у виду пиринчаних производа у Инарин храм сваког дана и добијањем о-маморија (амајлија заштите).